# Concepte despre supradotare

## Noțiuni fundamentale ale dezvoltării umane

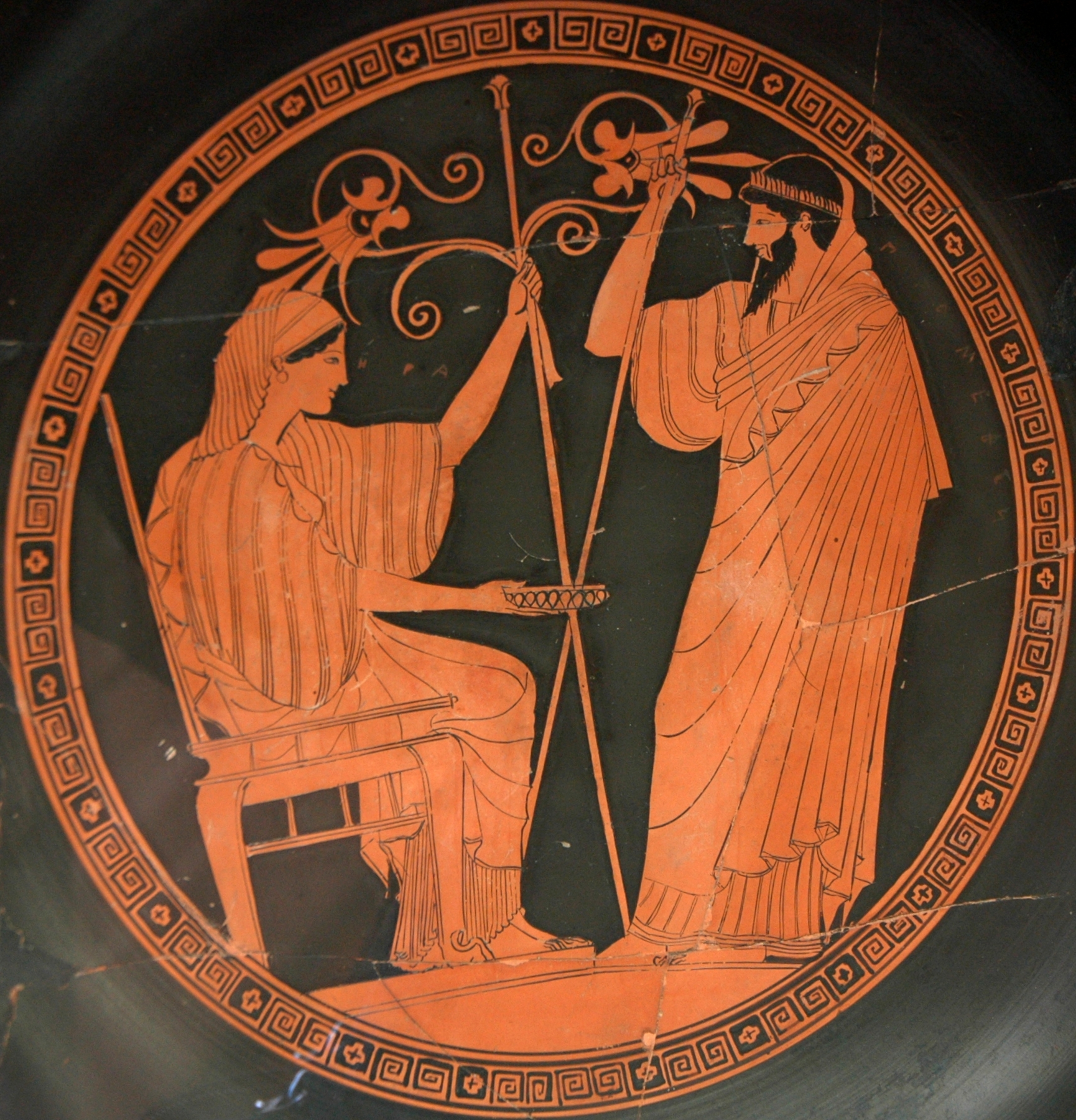
Hera şi Prometeu

Supradotarea în raport cu media oamenilor este un fenomen observat în toate culturile și epocile istorice. Sursele antichității evocau supradotarea ca fiind un dar al zeilor, un har, o energie divină în surplus pentru unii aleși, sau o investitură a zeilor dată unor aleși. În general legendele, poveștile clasice, și relatările faptice arată o legătură directă între depășirea unor obstacole existențiale majore și dezvoltarea harului personal într-o anumită direcție, harul fiind o răsplată dată de zei către muritorii ce și-au dovedit meritul pentru acesta. Despre persoanele care descopereau o proprietate matematică, grecii antici spuneau de exemplu că sunt iubiți de zei, căci un om obișnuit nu ar putea străbate cu mintea proprie secretele universului. Mitul lui Prometeu ilustrează aceeași credință.
Tehnicile de educare a harului sunt de asemenea practicate din antichitate și până în ziua de azi. Acestea constau în ritualuri inițiatice unde persoana este expusă la încercări deosebite care îl solicitau peste nevoile zilnice de supraviețuire și îl forțau să-și dezvolte abilități altfel embrionare, în sisteme de educare a abilităților prin antrenamente susținute, sau în formarea abilităților în sisteme de formare-selectare pe trepte de formare.
Indiferent dacă aceste tehnici sunt dezvoltate recent sau au fost dezvoltate în antichitate există o linie recunoscută sau nu de continuitate a acestor tipuri. Ritualurile inițiatice ce se bazează pe cultivarea „flow-ului”, a inspirației, a trăirii și a creativității, pot fi regăsite de-a lungul timpului pe toate zonele geografice și sunt specifice multor religii sau rețele profesionale. Pot fi găsite inclusiv la triburile primitive ca ritualuri de inițiere în viața adulților, în ritualuri divinatorii sau în școli de arte sau științe moderne, de arte marțiale sau de meșteșuguri tradiționale sau profesiuni moderne.
Sistemele de educare a abilităților prin antrenamente susținute au dat alte derivate educaționale pentru cultivarea unor abilități specifice. În general acestea au generat formele de educație și instruire în masă, le regăsim în sistemele educative de stat, în programele ce mențin și cultivă ordinea de sistem social sau economic, în programele socio-culturale în care se respectă anumite convenții, în modelul educației industriale, militare, și în multe alte tipuri de educație organizate și finanțate de stat.
Formarea abilităților în sisteme de formare-selectare pe trepte de formare este de asemenea prezența de-a lungul istoriei pe toate teritoriile, mai ales în dezvoltarea rețelelor profesionale, a castelor, a breslelor diferite, a masoneriilor, a zonelor competitive de educație unde se fac clasamente ale abilităților. Acest tip de tehnică este cea care a permis crearea de metodologii de promovare socială bazate pe merit profesional sau înnobilarea valorică prin câștigarea de poziții pe orice direcție bazate pe mărimea abilităților profesionale.
Toate cele trei tipuri de tehnici educative au dat produse umane în care se putea recunoaște harul, supradotarea sau abilitatea de grad înalt. Plecând însă din trei direcții diferite conceptul modern de gifted preia cele trei forme de exprimare în modelul celor trei inele ale lui Joseph Renzulli, un psiholog american, prin: inteligență activă în identificarea și rezolvarea de probleme, creativitate și puterea de a duce o sarcină până la capăt. Putem cu ușurință identifica cele trei rădăcini educative ce duc la aceste derivate moderne a conceptului de „înzestrare”, putem de asemenea înțelege metodologiile din „educația copiilor supradotați” care sunt de fapt urmașele directe ale celor trei tipuri de tehnici de învățare.
Educarea abilităților personale este un aspect indubitabil al dezvoltării umane. Deoarece această educare are o istorie la fel de veche ca și istoria umanității, există diferențe majore între oameni pe cele trei componente ale modelului lui Renzulli. Dacă pentru marea majoritate a oamenilor tehnicile educative de cultivare a abilităților personale sunt suficiente, pentru o anumită parte ce au capacități superioare există nevoi diferite, câmpuri de dezvoltare personală mai ample și o sete de cunoaștere și alte caracteristici ce depășesc norma socială curentă. Pentru această categorie de copii s-a proiectat sistemul de educație de excelență, sau educația copiilor supradotați.

## Nivele de dezvoltare. Dezvoltarea asincronă a copiilor înzestrați (gifted)
Dezvoltarea capacităților umane se face pe mai multe componente: intelectuală exprimată prin diverse forme de gândire, afectivă și emoțională, spirituală, socială, interpersonală, intrapersonală, artistică, kinestetică, senzitivă, de empatizare cu mediul natural și altele. Pe fiecare componentă de dezvoltare a capacităților există însă etape de dezvoltare ce corespund complexității gândirii la un moment dat.

Aceste etape se exprimă prin modele de univers pe care le au copii la diferite etape, pe modelele lor de percepție a realității, pe tipul de informații pe care le vehiculează între ei și pe orizonturile lor de cunoaștere. În dezvoltarea capacităților copii trec de la etapa de percepție acumulativă către cea topologică, mergând către etapa analitică critic, continuând cu etapa de gândire sintetică-structurală și ajungând eventual către gândirea complexă și dinamică. 

Aceste etape de gândire se pot percepe pe toate direcțiile lor de dezvoltare a capacităților personale, însă la copii supradotați se petrece un fenomen suplimentar. Acest fenomen este dezvoltarea asincronă a personalității, ce se manifestă prin trecerea mult mai rapidă prin unele etape de dezvoltare a abilităților pe anumite direcții de dezvoltare.
 
Din acest motiv copii supradotați prezintă abilități neobișnuite în raport cu copii din generația lor, deși nu prezintă și stabilitatea pe toate componentele dezvoltării. Ei pot fi fragili pe unele direcții unde sunt la nivelul vârstei cronologice și performanți pe alte direcții unde sunt mult mai dezvoltați decât arată vârsta lor cronologică.
 
Această caracteristică a dezvoltării copiilor supradotați și talentați face de asemenea ca nevoia de educație într-un sistem să fie diferențiată printr-o ofertă deosebită față de cea de masă. Păstrați împreună cu generația lor majoritatea copiilor supradotați suferă traume majore din cauza inter-relaționării cu mediul lor social, deoarece au modele de univers diferite de cei din generația lor, câmpuri de interes ce nu corespund cu ale generației lor și nevoi de informare pe care nu le acoperă sistemul școlar de masă.
 
De asemenea ei interacționează bine cu cei din generații mai mari ce au câmpuri de interes și direcții de dezvoltare a abilităților similare cu ale lor, uneori cu adulți (putem descoperi copii cu intelect măsurat prin teste psihometrice foarte înalt care interacționează cu adulți ce au capacități intelectuale similare), iar în relația cu colegii de generație sunt hărțuiți de aceștia.
Asincronia dezvoltării copiilor supradotați și talentați este un fenomen aparent paradoxal și creează nevoile speciale ce-i caracterizează. Multe din caracteristicile psihologice ale copiilor supradotați și talentați se datorează acestei asincronii a dezvoltării. Curiozitatea deosebită, întrebările penetrante și observațiile mature îl fac pe copilul supradotat să aibă deseori caracteristici greu compatibile cu propriul mediu social înconjurător și să găsească cu dificultate alte persoane cu care să comunice. În mod paradoxal copiii supradotați sunt deseori caracterizați de către familie sau școală ca obraznici, impertinenți, ciudați, tocilari sau cu alte apelative ce arată gradul redus de comunicare cu mediul lor social. Deși au capacități intelectuale deosebite nu totdeauna au rezultate școlare pe măsură, deoarece câmpul lor de interes este diferit de cel promovat de școală și la școală ei se plictisesc, programa școlară nerăspunzând cu nimic la ce-l interesează. 

Pentru un copil supradotat care a învățat să citească la doi sau trei ani, întrebând adulții ce reprezintă semnul unei litere, scrierea și citirea din școala primară devin neinteresante, el deseori va scrie cu greșeli de redactare, deoarece câmpul lui de interes este deplasat față de cel a colegilor de generație. Dacă copilul supradotat ce a învățat să citească la doi sau trei ani ar fi fost introdus în ortografie și gramatică în perioada când avea un câmp de interes dezvoltat pe acea direcție, atunci copilul ar fi însușit scrierea în mod corect. Exemplul dificultăților la scriere-citire pentru copiii supradotați este destul de frecvent și pentru corectarea acestor caracteristici se dezvoltă metodologii care să apropie scrierea și citirea de câmpul de interes a copiilor. În acest caz ei învață să scrie și să citească corect într-un timp record. 

Aceeași dezvoltare asincronă face ca la copii supradotați să existe câmpuri de interes în care ei dezvoltă abilități surprinzătoare și hobbies, materii școlare în care excelează depășindu-i deseori pe profesorii lor și materii școlare în care cu greu promovează.
Pe de altă parte copii supradotați au o anumită candoare în opinia lor despre oameni ce arată că dezvoltarea lor nu este făcută pe toate direcțiile, dublată de orizonturi de preocupare proiectate în viitor, ce arată că tendința lor de asincronie este permanentă. 

La copii obișnuiți dezvoltarea inteligenței se face într-o curbă asimptotică. Astfel la 10 ani ei au aproximativ 95-98% din inteligența lor măsurabilă prin teste IQ deja formată. Restul de procente se dezvoltă mai târziu, iar acumularea de experiență și dezvoltarea la un nivel mai înalt a acelorași abilități vizibile la 10 ani, formează partea cea mai importantă a dezvoltării lor ulterioare. 

Prin contrast copii supradotați care datorită asincroniei sunt perfecționiști, continuă să-și îmbunătățească inteligența de-a lungul întregii vieți, mai ales la cei a căror caracteristici intelectuale și emoționale sunt foarte înalte. Aceasta dă naștere deseori la forme de inadaptare la un mediu social aplatizat și la căutarea unui mediu social în care să-și poată continua dezvoltarea capacităților (știința, tehnologie de vârf, etc). Din acest motiv deși copiii supradotați se găsesc distribuiți aleator în toate mediile sociale sau culturale, adulții supradotați ce au reușit să fie integrați social se găsesc cu preponderență în anumite activități. 

Această caracteristică a asimetriei reprezentării persoanelor cu abilități deosebite face ca anumite programe educative să fie țintite către zonele sociale în care copiii supradotați nu ar intra în mod obișnuit și unde există nevoia unor abilități cognitive și de analizare contextuală deosebite de exemplu leadership.

## Nivelele dezintegrării pozitive
Teoria dezintegrării pozitive lansată de către Kazimir Dabrowsky scoate în evidență un alt proces intim de formare a personalității umane, care corelează cu dezvoltarea abilităților personale. Conform acestei teorii, inspirate inițial din studiul budismului și confirmată prin studii statistice psiho-sociale, există un proces de dezintegrare reintegrare a personalității cu mai multe stagii de evoluție și substagii a fiecărui stagiu. În cursul acestui proces care are o asemănare cu metamorfoza clasică, dar se adresează psihicului uman, există pachete comportamentale bine definite la fiecare stagiu. 

O rezumare a acestei teorii arată existența stagiilor în paralel cu percepția eului propriu și natura egoist-altruistă a comportamentului. 

Astfel: 

- în primul stagiu (cel mai stabil și procentual cel mai reprezentativ pe populația umană), omul este altruist cu el însuși și egoist față de tot ce îl inconjoară. În acest caz abilitățile personale se dezvoltă în primul rând pe protejarea propriilor interese și plasarea pe o poziție cât mai favorabilă în gestionarea și consumul de resurse cât și în plasarea în ierarhia socială pe pozițiile cele mai favorabile. În acest stagiu omul se iubește doar pe sine și toate abilitățile pe care le formează sunt destinate întăririi poziției proprii. De aici omul poate involua prin dezintegrare negativă către bestialitate, sau în cazuri statistic extrem de rare poate evolua către dezintegrare pozitivă către stagiul al doilea.
- în al doilea stagiu de dezintegrare a personalității omul este altruist cu familia și egoist în rest cu ce nu aparține familiei. Procentual grupul de oameni aparținând tuturor celorlalte stagii de dezintegrare pozitivă este mult mai mic decât cel aparținând primului stagiu. Stagiul al doilea nu are stabilitatea primului stagiu, existând permanent riscul involuției către stagiul întâi sau al evoluției către stagiul imediat următor. În stagiul al doilea omul este capabil să dezvolte abilități emoționale către propria familie și abilități tehnologice sau analitice în direcția exploatării mediului social sau natural în beneficiul familiei.
- în stagiul al treilea de dezintegrare pozitivă omul este altruist cu grupul social din care face parte și egoist în rest. Poate deveni lider de grup, care este o expresie a familiei lărgite, este respectat și urmat de către membrii grupului, își asumă responsabilități vis-a-vis de membrii grupului, mergând deseori până la uitarea intereselor proprii sau uneori ale familiei, în favoarea intereselor grupului. În acest stagiu omul dezvoltă abilități de lider, de comunicare, de empatizare cu problemele altora, de coordonare și management a activităților grupului. Este de asemenea un stagiu instabil ca și stagiile doi și trei, existând permanent tendința de involuție pe un stagiu inferior sau de evoluție pe stagiul următor.
- în stagiul al patrulea omul este altruist cu aria sa de încredere culturală și egoist în rest. Este capabil să dezvolte trăsăturile specifice culturii proprii și să lupte pentru a le promova în fața altor culturi. Abilitățile pe care le dezvoltă sunt artistice, sociale, organizatorice, uneori științifice. În acest stagiu omul este foarte implicat în stabilitatea culturală, în echilibrul social, în dezvoltarea economică, chiar cu prețul unei lupte cu sistemul social care are dezechilibre interne.
- în ultimul stagiu după Dabrowsky, omul este altruist cu omenirea și egoist în rest. În această poziție el poate dezvolta abilități deosebite în știință, tehnologie, filozofie, religie și merge până la autosacrificiu pentru idealurile pe care le construiește pentru oameni. Acest stagiu este stabil și extrem de slab reprezentat statistic, iar oamenii din acest stagiu sunt extrem de expuși distrugerii premature de către mediul social, care cu greu îi suportă. În acest stagiu oamenii au sisteme valorice foarte înalte care țin de gestionarea unor resurse infinite, nu mai au nicio urmă de materialism, ci prezintă dezvoltări spirituale și proiecții către viitor, fiind capabili să-și dedice viața rezolvării unei probleme potențiale ce nu a apărut încă.

Reacția oamenilor din stagiile inferioare față de oamenii din stagiile superioare este de asemenea tipică. Cei cu un stagiu mai sus vor fi tolerați și urmați la nevoie, cei cu mai multe stagii în sus vor fi urâți și agresați, în timp ce cei cu un stagiu mai jos vor fi protejați. 

În procesul trecerii de la un stagiu de dezintegrare-reintegrare oamenii au mari frământări interioare și lupte cu propriile lor limite, deseori caută încercări dure care să le definească această luptă interioară, iar pe parcursul acestor procese de dezintegrare dezvoltă abilitățile necesare stagiului în care se reintegrează. 

Dezintegrarea pozitivă corelează cu dezvoltarea abilităților sau harului personal și se poate produce de mai multe ori în cursul vieții, iar la copiii supradotați se poate petrece devreme la vârste foarte mici din cauza dezvoltării lor asincrone. În această situație copii vor avea frământări deosebite privind limitările umane, nedreptățile sau crizele majore, aceste frământări fiind decisive în alegerea traseului de dezvoltare a abilităților viitoare. Dacă reacția adulților sau a colegilor de generație la aceste frământări va fi agresivă este posibil ca dezintegrările de personalitate a acestor copii să fie direcționate prost și în acest caz putem găsi persoane cu abilități deosebite dar cu tendințe de distrugere sau exploatare a sistemului social-natural, cu atitudine cinică și dominatoare. Aceste tendințe pot fi corectate în perioada copilăriei prin reluarea problemelor cheie în care reacția sistemului nu a susținut trecerea pozitivă a pragului de dezintegrare. 

Nevoia de informație specifică dezvoltării de abilități din perioadele de dezintegrare pozitivă fac ca oferta curriculară pentru copii supradotați să fie în mod obligatoriu extrem de profundă și de bogată, orientată în toate direcțiile de interes ale copiilor. 

Forța și dinamismul pus în rezolvarea problemelor majore pe care le au copiii sau adulții supradotați care au depășit în mod pozitiv dezintegrările fac ca aceștia să fie motorul dinamic și responsabil al rezolvării crizelor de sistem. 

Nevoia de dialog și îndrumare a copiilor supradotați în dezintegrare a personalității cere de asemenea adecvarea stilului de lucru profesor-elev către maestru-discipol, de asemenea fiind obligatorie prezența psihologilor școlari specializați în psihologia excelenței în cadrul școlilor de gifted education. 

## Concepte despre inteligența și creativitatea umană: modele și teorii
Inteligența și creativitatea umană au fost considerate sub multe aspecte și pe multe direcții de-a lungul vremii; de la caracterizări făcute doar pe bază de rezultate ieșite din comun, până la testare   psihometrică a unor caracteristici, sau de la abordarea structurată pe pachete de caracteristici comportamentale până la cele mai recente teorii de tip fractal în dezvoltarea metacogniției prin salturi în complexitatea gândirii. 

Trăsături caracteristice ale inteligenței au fost identificate în: inteligența critică, în inteligența laterală, în capacitatea de copiere și adecvare la noi situații a unor paterne comportamentale, în capacitatea de a induce comportamente în mediul social, în capacitatea de a exprima trăiri care pot induce altora aceleași trăiri sau asemănătoare, în capacitatea de a estima global dinamica și complexitatea unui fenomen și în multe alte direcții. 

Au fost elaborate diverse teorii care au avut ambiția de a structura inteligența în modele multidimensionale, de la Guilford care a elaborat o taxonomie structuralistă într-un model tridimensional cubic, până la Gardner care a creat un model mai simplificat bazat pe date statistice și cercetări neurologice, anume modelul inteligenței multiple. 

O contribuție însemnată se datorează Lindei Silverman care a elaborat o teorie confirmată prin numeroase experimente practice, în care se precizează două forme perfect distincte de inteligență: vizual-spațialii și auditiv-secvențialii, adică cei ce utilizează cu predilecție emisfera dreaptă cerebrală în procesul gândirii (vizualii) și cei ce utilizează cu preponderență emisfera stângă cerebrală (secvențialii). Deosebirile dintre aceste două categorii au atras atenția asupra unui alt fenomen ce caracterizează inteligența umană, acela al gândirii holografice ce se poate caracteriza prin ecuațiile și funcțiile lui Gabor și care dau similitudini surprinzătoare între teorie și comportamentul intim al creierului. 

Subiectul inteligenței umane este privit de fapt în această perioadă sub enorm de multe perspective și datorită dezvoltării inteligenței artificiale ca obiect de studiu, dar și datorită dezvoltării diferitelor noi teorii știintifice, de exemplu teoriile complexității. 

Din punct de vedere pedagogic toate aceste teorii au dat derivate ce au influențat modul de predare și stilurile de învățare. Amintesc în acest sens taxonomia lui Bloom care a permis structurarea curriculei pe nivele de inteligență și etape de învățare. 

Eforturi de adaptare în educație se fac foarte intens în ultima perioadă pentru a adecva stilurile de predare și pentru vizuali-spațiali, constatându-se că stilurile expozitive clasice sunt adecvate doar pentru auditorii secvențiali ce reprezintă un procentaj inferior vizualilor spațiali. Cu alte cuvinte modelele clasice de învățare programau eșecul unei vaste categorii de copii fiind însă adaptate pentru o altă categorie de copii. 

În ceea ce privește creativitatea, și aici s-au desfășurat numeroase teorii, în general pe aceleași căi ca și pentru inteligență. Putem astfel găsi abordări de tip pachet comportamental, mecanismul de inducere-copiere studiat de exemplu în Institute of the Mind din Australia, abordările multidimensionale (a se vedea modelul șase dimensional cu pachete de caracteristici al lui Klauss Urban) și altele. 

Aceste două subiecte vor constitui în mod sigur subiecte de cercetare ce nu se vor epuiza curând, sau poate niciodată, însă din punctul de vedere al teoriilor educaționale devine tot mai importantă crearea de instrumente practice prin care să se poată valorifica aceste teorii. Astfel de instrumente practice au luat de asemenea diferite direcții de formare. De la direcția structuralistă în care sunt îmbinate diferitele componente cunoscute (a se vedea 4math, model pedagogic generat cu metodologii de utilizare cu ajutorul computerului a acestor teorii), până la cercetările recente făcute de Group Zero condus de Howard Gardner de aplicare a teoriei inteligențelor multiple în modele de educație la clasă. 

În general se preferă modelele simple și ușor de manevrat de către profesori și elevi, deși simplificarea produce deseori mai multe probleme decât rezolvă. De exemplu învățământul american bazat pe teoria educației industriale a elaborat suficiente instrumente de lucru simple și ușor de mânuit, printre care enumerăm sisteme de testare-orientare. Cu toate acestea rezultatele TIMMS arată că modelul de educație promovat de aceștia nu dă performanțe comparabile cu alte metodologii educative ce utilizează alte concepte despre inteligență și creativitate. Aceași evaluare TIMMS arată rezultate la fel de slabe și pentru România care s-a situat pe unul dintre ultimele locuri în Europa. 

Din aceste motive introducerea metodologiilor de educare „gifted education” poate permite găsirea de soluții noi, așa cum s-a întâmplat și în alte părți ale lumii unde aceste metodologii au fost extinse la educația de masă. 
Toate aceste caracteristici sunt utilizate în gifted education, iar evaluarea progresului se face pe toate aceste direcții.
Joseph Renzulli a cuprins toate aceste direcții în formula simplă a celor trei cercuri ce caracterizează inteligența, creativitatea și atingerea țelurilor propuse.

## Modele și teorii asupra supradotarii și talentului
Supradotarea a fost o perioadă de timp considerată ca un instrument politic al superiorității rasei albe, iar testele de inteligență au fost inițial construite astfel încât să dea un avantaj pe utilizarea limbii engleze. Cu toate acestea statisticile ulterioare arată că asiaticii au rezultate mai bune la testele psihometrice chiar la utilizarea unor instrumente de evaluare cu bias cultural. Ultimele versiuni de teste psihometrice au eliminat acest aspect politic și s-a obținut un rezultat normal, acela că supradotarea este statistic egal reprezentată pe ambele sexe, în toate mediile sociale și pe toate culturile. Această manifestare a supradotării are totuși și caracteristici culturale antrenate de mediul cultural tradițional, care face ca diferențele de direcție a supradotării să existe între diferitele culturi. 

Teoria rasei superioare a supradotaților a fost de asemenea testată genetic. Constatarea că există un procentaj mult superior de supradotați decât media statistică în familiile de intelectuali performanți a dat naștere la analize genetice care însă nu au dus la rezultate evidente și necontestabile. În momentul actual supradotarea este atribuită unui cumul de factori din două direcții “nature și nurture”. 

Factorul natural al copiilor născuți cu abilități deosebite “nature” este dublat de mediul care-i hrănește dotarea inițială “nurture”. Faptul că oamenii se nasc cu anumite insușiri ce nu sunt condiționate de mediul social este evidențiat prin studiile asupra gemenilor univitelini crescuți în familii separate, care prezintă caracteristici psiho-comportamentale surprinzător de asemănătoare, deși au fost crescuți separat și în medii sociale diferite (factorul “nature”). 

Factorul “nature” al hrănirii copiilor cu afectivitatea și informațiile de care au nevoie în procesul dezvoltării abilităților este de asemenea foarte clar evidențiat de proporția foarte mare de performeri antrenați de buni pedagogi. 

Dacă pentru copii ca Mozart, care au manifestat abilități inexplicabile factorul “nature” a fost evident suficient de mare pentru a învinge lipsa factorului “nurture” aceasta s-a putut întâmpla datorită enormei creativități personale ce a putut înlocui factorul “nurture” printr-o formă de auto-hrănire cu informații descoperite personal. Acesta este cazul marilor creatori ce dovedesc atât inteligența deosebită pe ariile proprii de interes, cât și creativitate și auto-motivație în realizarea potențialului propriu chiar în condiții dificile. Din acest motiv există exemple de supradotați proveniți din medii sociale extrem de ostile și descurajante, ca Chaplin sau Edith Piaf ce au fost inițial copii ai străzii. 

În mare măsură dezvoltarea abilităților până la nivelul supradotării se realizează cu o mare auto-motivare personală, chiar la vârste foarte mici. Factorul motivațional împreună cu creativitatea pot deseori suplini factorul “nurture” însă atunci când toți cei trei factori: inteligența, creativitatea și auto-motivația funcționează concomitent într-un mediu social și educațional care-i hrănește pe copii supradotați, aceștia pot atinge performanțe absolut deosebite în dezvoltarea proprului potențial. 

Deși statistic copii supradotați formează o populație de 2-6% din populația statistică, sistemul ce stimulează atât inteligența cât și creativitatea și auto-motivația se poate aplica cu succes vizibil la o populație statistiă de până la 20 % din copii. În acest caz se poate observa o creștere a inteligenței la ambele categorii, dar cu viteze de creștere diferite, mai mare de aproximativ 10 ori la copii supradotați decât la ceilalți copii. 

Talentul implicit care este născut în mod inexplicabil într-un anumit mediu social deseori ostil acestuia reprezintă în general o populație care este automotivată - cel puțin aparent, judecând după cei care au reușit să se realizeze cu potențial propriu. Cu toate acestea nu toți oamenii cu inteligențe deosebite se realizează social. În MENSA - care este organizația oamenilor adulți cu inteligență peste 130 pe scara Stanford Binet- pot fi găsiți atât premianți Nobel cât și șoferi de taxi care au inteligența măsurabilă asemănătoare. Pe aceștia i-a separat auto-motivația, poate și creativitatea. 

De asemenea creativitatea se poate manifesta fără nicio corelare cu inteligența putând fi descoperită și la oameni care au o inteligență mult sub norma statistică. Există astfel exemple de persoane chiar cu handicap intelectual sever, însă cu o creativitate deosebită.
Conceptul de gifted apare la intersecția celor trei calități: inteligența, creativitatea și automotivarea, fiecare dintre acestea putând fi descoperită și în lipsa celorlalte două. 

Nu există nici o corelare între succesul social și supradotare, mulți supradotați putând fi victima excluderii sociale din cauza competitivității lor deosebite. Astfel cel mai inteligent om al secolului 20 cu IQ măsurat de 180, Billy Sidis, a murit tânăr după ce a ocupat cea mai ‘înaltă’ poziție socială, cea de bibliotecar public, deși știa de copil 100 de limbi străine în care traducea spontan, descoperise prin eforturi de logică găurile negre cu câteva decenii înaintea fizicienilor și astronomilor și terminase facultatea la vârsta la care alții nu terminaseră liceul. 

Deși potențialul deosebit al oamenilor și copiilor supradotați le dau acestora posibilitatea de a rezolva problemele deosebite și crizele umanității, ei sunt o populație cu un mare risc social și nevoi deosebite și trebuie protejați și utilizați pentru a putea să-și realizeze propriul potențial. 

Un alt fapt relevant este că procentul de supradotați din rândul infractorilor depășește cu mult media statistică, ceea ce poate fi interpretat ca o reacție contra sistemului ce i-a oprimat în loc să-i stimuleze - reație pe care o pot avea copiii supradotați într-un mediu care nu le oferă factorul “nurture”. 

Supradotarea poate fi de asemenea ascunsă din considerente de protecție socială. Mulți supradotați își inhibă dezvoltarea personală pentru a putea trăi printre ceilalți oameni fără a crea reacții adverse sau ascund supradotarea proprie prin hobby-uri unde pot fi performanți fără a fi în pericol de excluziune din grupul social. În general acești supradotați nu recunosc că au abilități deosebite, considerând că sunt oameni comuni cu o bună formare profesională sau cu hobby-uri personale. În cazul lor atât “nature” cât și “nurture” poate funcționa în mod deficient, în primul rând datorită negării naturii proprii și în al doilea rând datorită contextului social nefavorabil. 

Acești oameni prezintă frustrări deosebite și nu sunt puține cazurile de copii supradotați cu tendință de abandon școlar sau de adulți supradotați care și-au tăiat o nișă nouă și personală pe care s-au dezvoltat creând eventual noi tehnologii sau noi câmpuri de interes, ca o rezolvare a frustrărilor proprii și ca o reacție la ostilitatea socială. 

Deseori mediul lor social nu le recunoaște natura proprie și-i tratează drept altceva decât sunt creând adevărate drame emoționale, foarte puternice datorită naturii asincrone a supradotaților. Dacă sistemul educativ face acest lucru în mod curent, valabil pentru vizualii-spațiali care au caracteristici de personalitate opuse auditorilor-secvențiali, atunci se creează o adevărată industrie a frustrărilor la o clasă mare de copii care au și cel mai mare potențial creativ și de rezolvare a problemelor complexe. Factorul “nurture” devine extrem de important în acest caz.